# Clitostethus arcuatus
Clitostethus arcuatus är en skalbaggsart som beskrevs av Rossi 1794. Clitostethus arcuatus ingår i släktet Clitostethus, och familjen nyckelpigor. Arten har ej påträffats i Sverige.

## Bildgalleri

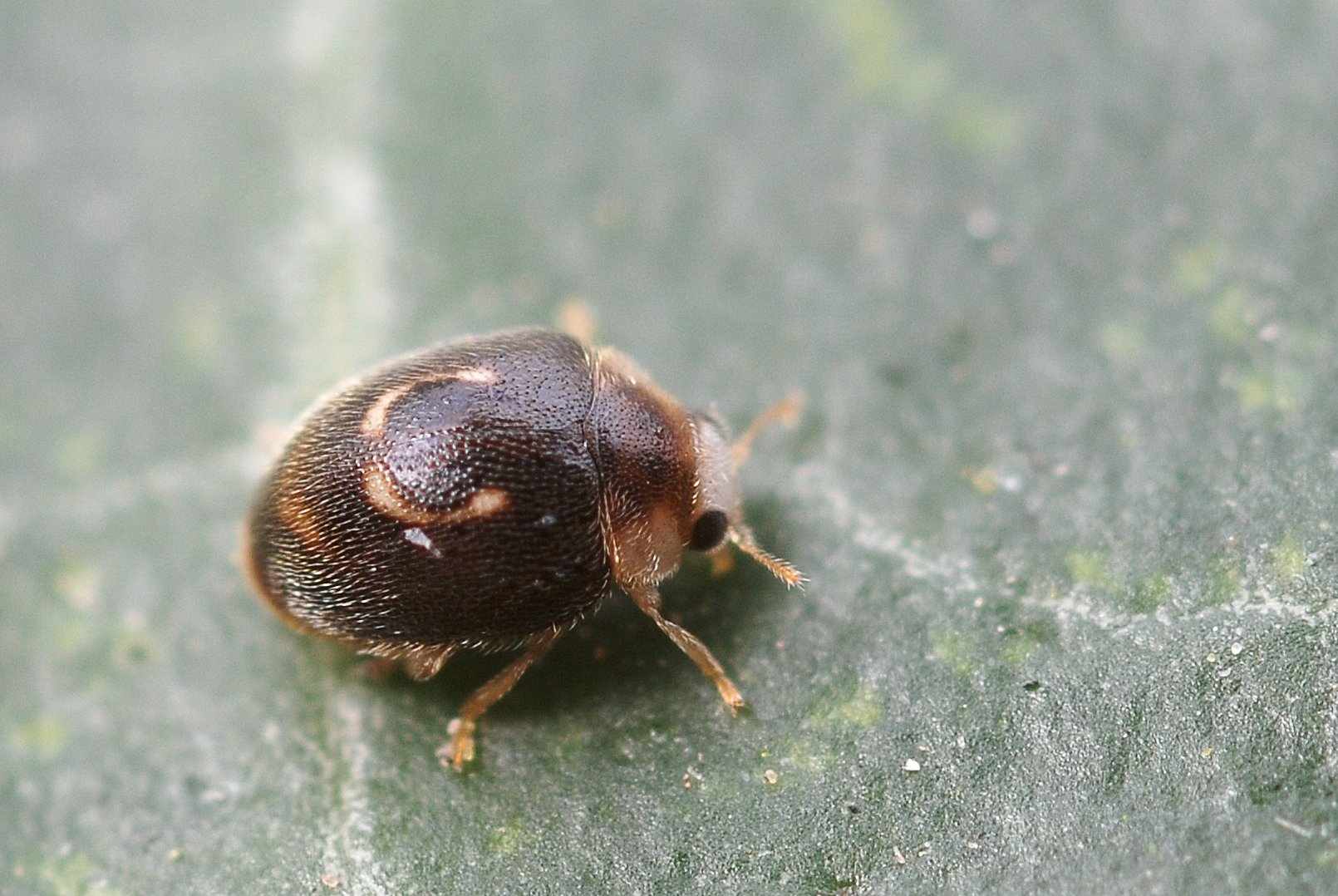
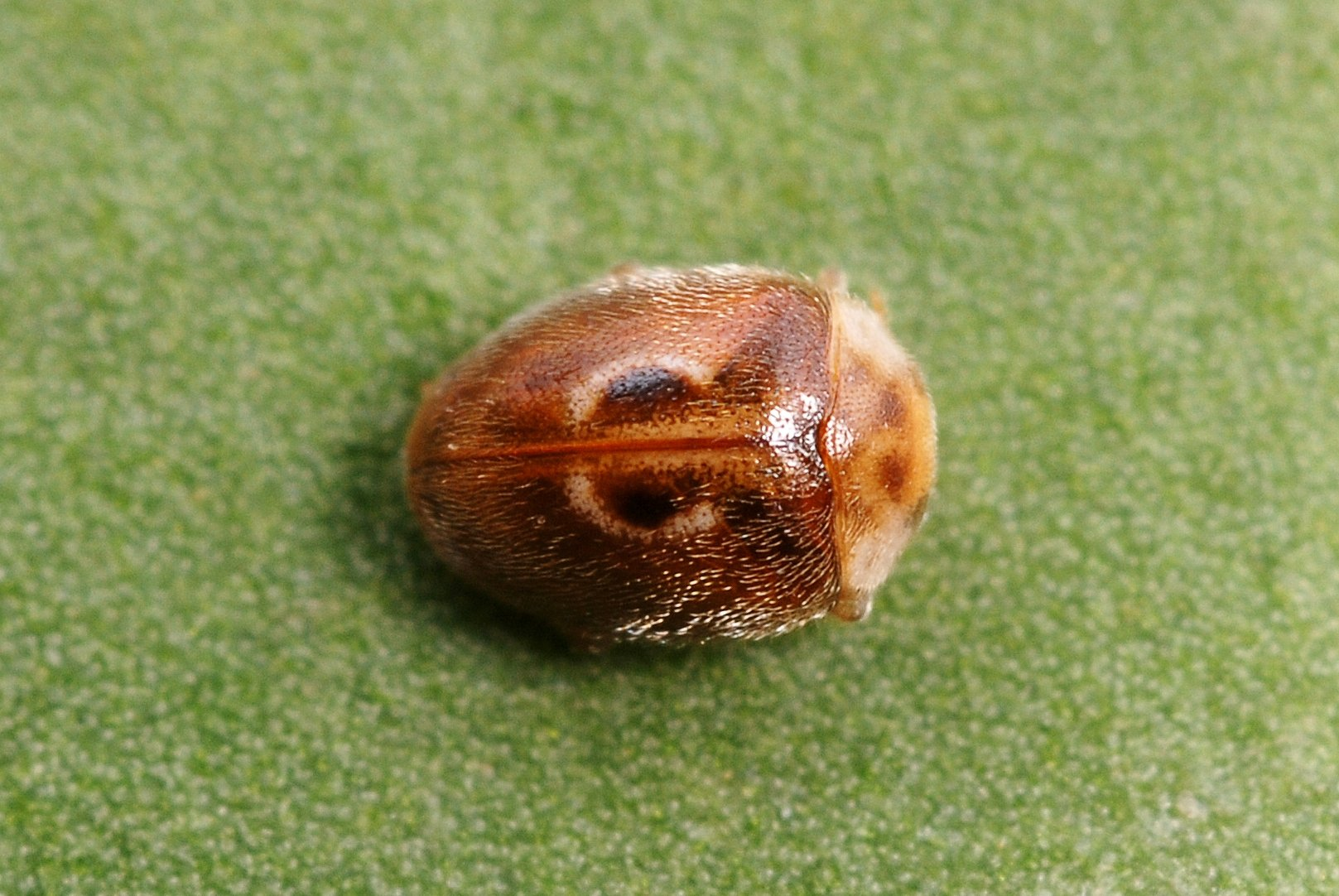
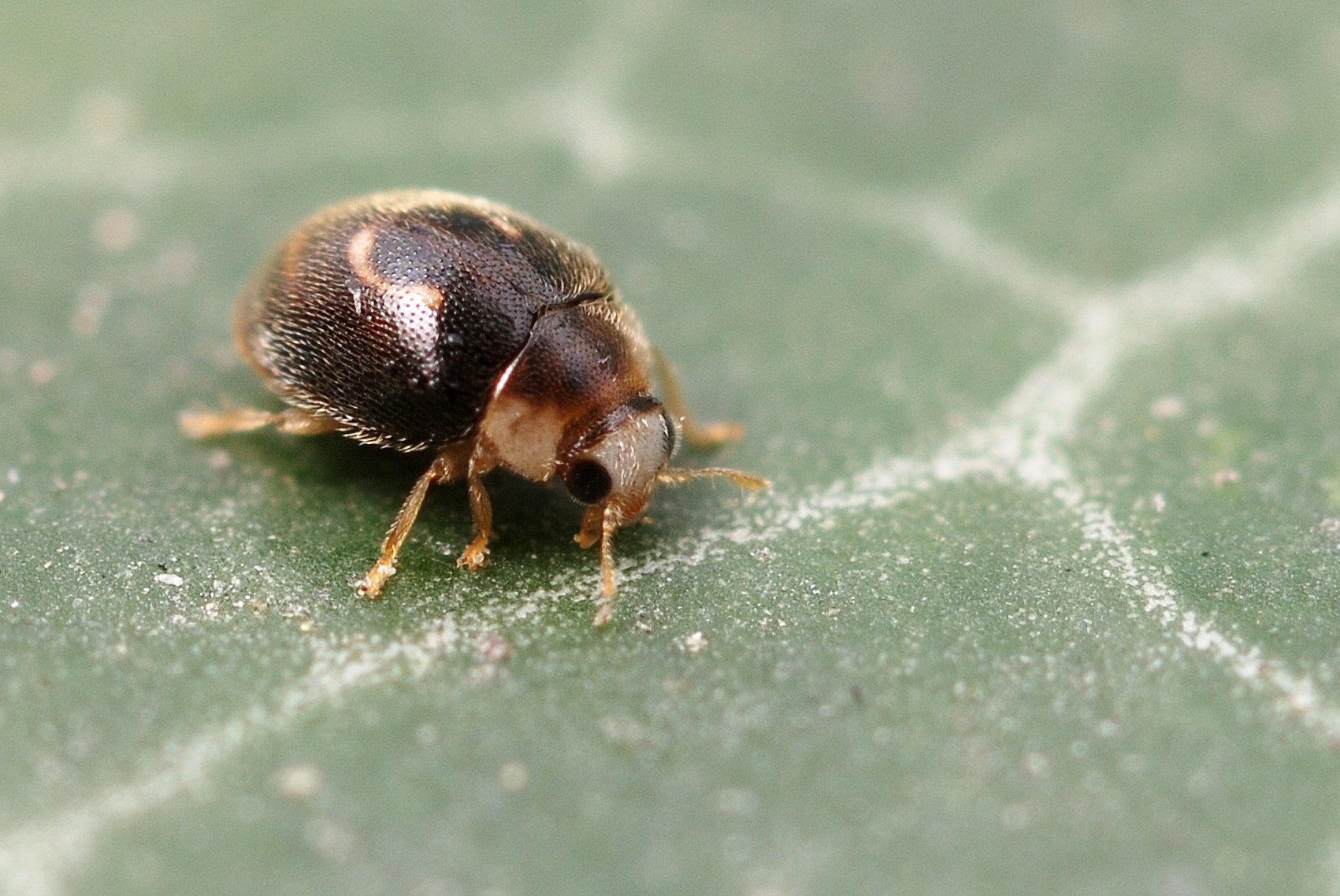
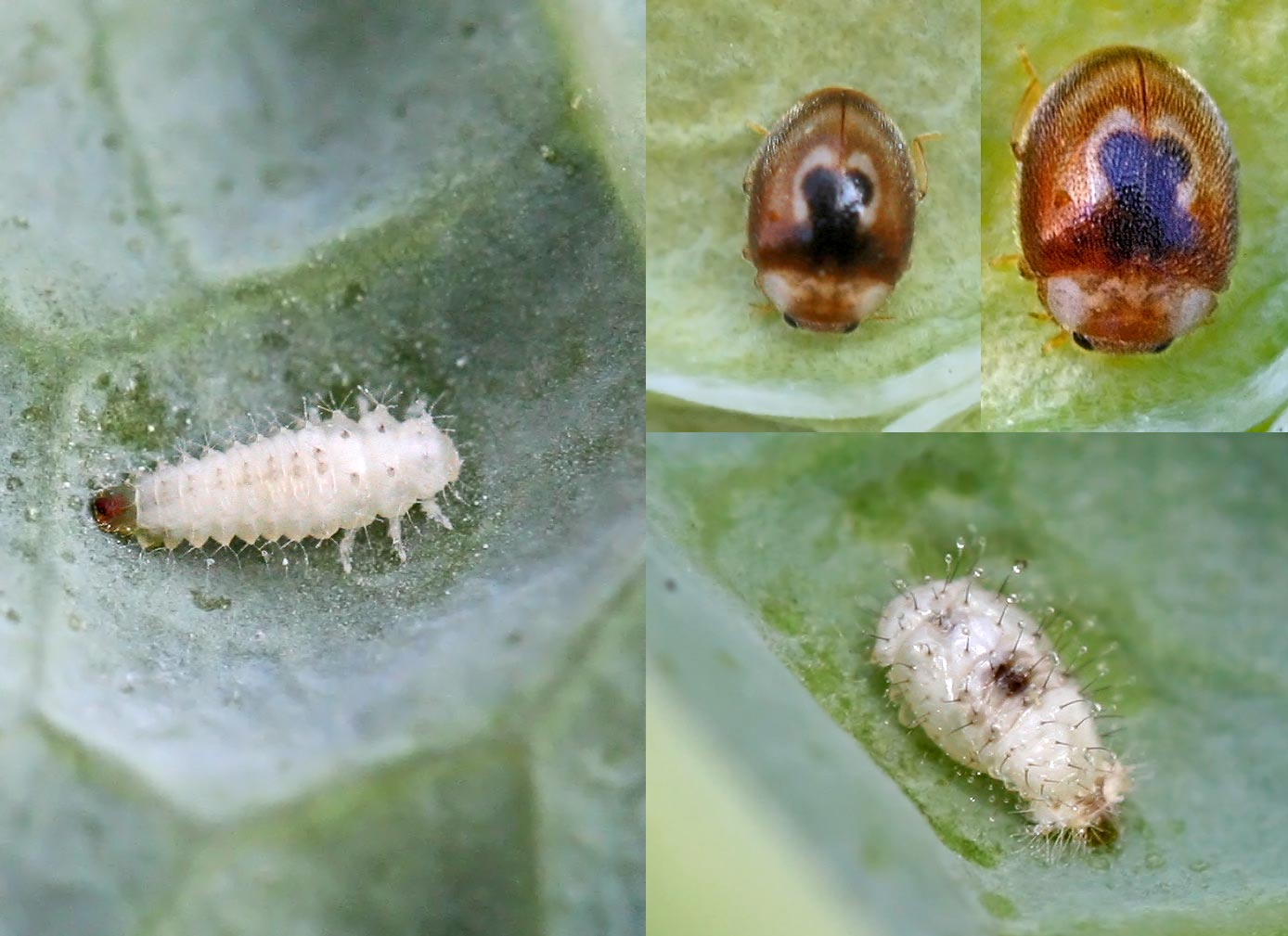